# Si j'étais un homme
Si j'étais un homme is een Franse komische film uit 2017, geregisseerd door Audrey Dana. De film ging in première op 20 januari op het Festival international du film de comédie de l'Alpe d'Huez.

## Verhaal
Jeanne is een architecte met twee kinderen. Haar man verlaat haar en vertelt haar dat hij wil scheiden en daardoor zal ze maar om de twee weken haar kinderen bij zich hebben. Op een ochtend ontwaakt ze en komt tot de verschrikkelijke ontdekking dat ze een penis heeft. Ze is in paniek en ook de gynaecoloog is onthutst. Ze deelt haar geheim met haar beste vriendin en beslist uiteindelijk maar er het beste van te maken.

## Rolverdeling
| Acteur            | Personage   |
| ----------------- | ----------- |
| Audrey Dana       | Jeanne      |
| Christian Clavier | Gynaecoloog |
| Eric Elmosnino    | Merlin      |
| Alice Belaïdi     | Marcelle    |
| Antoine Gouy      | Anton       |
| Joséphine Drai    | Joe         |
| Jonathan Louis    |             |